# Gurbrü
Gurbrü (tiếng Pháp: Corbruil) là một đô thị ở huyện Laupen ở bang Bern ở Thụy Sĩ. Đô thị này có diện tích 1,8 km², dân số tháng 12 năm 2020 là 254 người.
Gurbrü nằm ở cao nguyên Thụy Sĩ tại rìa Grosses Moos.
| Lịch sử dân số | Lịch sử dân số |
| Năm            | Dân số         |
| -------------- | -------------- |
| 1764           | 135            |
| 1850           | 277            |
| 1900           | 229            |
| 1950           | 247            |
| 2000           | 238            |
| 2004           | 247            |